# Первое лето (фильм, 1974)
«Первое лето» — советский телефильм 1974 года режиссёра Армиды Неретниеце по мотивам повести Эгонса Ливса «Прелюдия».

## Сюжет
Выпускник школы 17-летний Гайтис перед призывом на срочную службу в армию решает летом «подкачать мышцы» на стройке и приезжает в отдалённый посёлок. Первое взрослое лето принесёт возмужание в маленьком мужском коллективе строителей и первую любовь — белокурая Инга захватит его сердце.

## В ролях
- Милена Тонтегоде — Инга
- Гиртс Яковлев — Макс
- Варис Ветра — Гайтис
- Эдуардс Павулс — Диенавс
- Айварс Богданович — строитель
- Харийс Авенс — строитель
- Ирина Томсоне — проводница
- Волдемар Берзайс — Межелис, железнодорожник
- Ромуалдс Анцанс — вор (нет в титрах)

## Критика
Известная латышский критик Лилия Дзене писала о фильме:

Фильм с чувством, но без сентиментальности рассказывал о первых чувствах трёх молодых людей, о том, как они наполняют и внутренне обогащают каждого из них. Внешних событий было немного. Действие помогает локализовать как бы взгляд на происходящее глазами главного героя Гайтиса (В. Ветра), вспоминающего как в дневниковых записях о незабываемом лете в Интупе, о Инге и о Максе. Приём не был новым, но для этого фильма его применение сработало, к тому же он по-настоящему телевизионным.Оригинальный текст (латыш.)Filma izjusti, bet bez sentimentalitātes vēstīja par trīs jaunu cilvēku pirmajām dziļajām jūtām, par to, kā tās katru no viņiem pārrada un iekšēji bagātina. Ārējo notikumu bija maz. Darbību lokalizēt palidzēja arī notiekošā skatījums it kā galvenā varoņa Gaita (V. Vētra) acīm, atdzīvinot pierakstus viņa dienasgrāmatā par neaizmirstamo vasaru Intupē, par Ingu un par Maksi. Paņēmiens nebija jauns, bet šai filmā tā pielietojums attaisnojās, turklāt tas bija īsti televizionisks.
— Padomju Latvijas kinomāksla / Lilija Dzene. — Liesma, 1989. — 460 lpp. — lpp. 237